# Keratella ticinensis
Keratella ticinensis is een raderdiertjessoort uit de familie Brachionidae. De wetenschappelijke naam van deze soort is voor het eerst geldig gepubliceerd in 1920 door Callerio.